# Figulus wittmeri
Figulus wittmeri es una especie de coleóptero de la familia Lucanidae.

## Distribución geográfica
Habita en Nepal.